# Complejo Deportivo Truman Bodden
El Complejo Deportivo Truman Bodden (en inglés: Truman Bodden Sports Complex) es un complejo de usos múltiples en George Town, la Capital del Territorio Dependente, Territorio Británico de Ultramar de las Islas Caimán. Lleva el nombre del político local Truman Bodden. El complejo comprende una piscina de 6 carriles de 25 metros al aire libre, una pista de todo propósito y un campo de tenis y de baloncesto / netball. El campo rodeado por la pista se utiliza para los partidos de fútbol, así como otros deportes de campo. La pista del estadio tiene capacidad para 3.000 personas cómodamente sentadas. En 2008 se inició la construcción de una piscina de 50 metros, con su propio estadio para albergar a 2.000 personas.